# Jakob Michael Reinhold Lenz

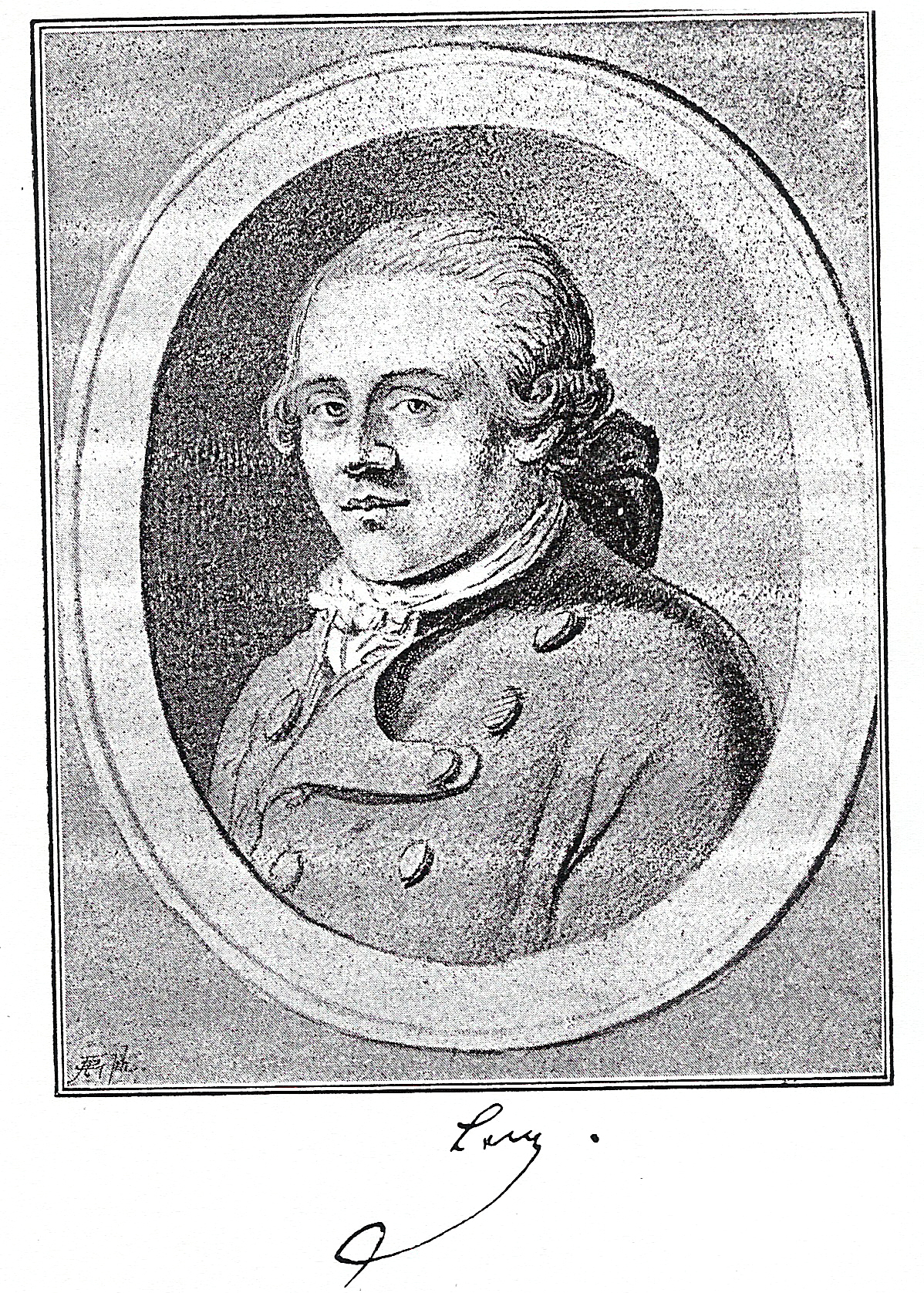
Jakob Michael Reinhold Lenz

Jakob Michael Reinhold Lenz (ur. 12 stycznia?/23 stycznia 1751 w Cēsvaine, Łotwa; zm. 24 maja?/4 czerwca 1792 w Moskwie) – pisarz niemiecki okresu Sturm und Drang, prekursor romantyzmu. Z pochodzenia Niemiec bałtycki.

## Dzieła (wybór)
- Die Landplagen, 1769
- Der Hofmeister, 1774
- Der neue Menoza, 1774
- Anmerkungen übers Theater, 1774
- Meinungen eines Laien, den Geistlichen zugeeignet, 1775
- Pandaemonium Germanicum, 1775 (data powstania), 1819 (data wydania)
- Die Soldaten, 1776[1]
- Die Freunde machen den Philosophen, 1776
- Zerbin, 1776
- Der Waldbruder niedokończona powieść, wydana pośmiertnie w 1882 r.

## Opracowania
- Sigrid Damm: Vögel, die verkünden Land. Das Leben des Jakob Michael Reinhold Lenz. Insel Verlag, Frankfurt am Main 1992, ISBN 3-458-33099-2 -- Biografie
- Curt Hohoff:  J. M. R. Lenz. Rowohlt, Reinbek bei Hamburg 1977, ISBN 3-499-50259-3 -- Biografie (nicht aktuell)
- Matthias Luserke: Jakob Michael Reinhold Lenz: Der Hofmeister – Der neue Menoza – Die Soldaten. W. Fink, München 1993, ISBN 3-8252-1728-0
- Andreas Meier: Jakob Michael Reinhold Lenz: Vom Sturm und Drang zur Moderne. Universitätsverlag C. Winter, Heidelberg 2001, ISBN 3-8253-1238-0
- Hans-Gerd Winter: Jakob Michael Reinhold Lenz. 2., überarb. und aktualisierte Auflage. Verlag J. B. Metzler, Stuttgart und Weimar 2000, ISBN 3-476-12233-6 (=Sammlung Metzler; Bd. 233)
- Lenz-Jahrbuch. Sturm-und-Drang-Studien. Röhrig Verlag, St. Ingbert